# Расулов Саліх Рашидович
Саліх Рашидович Расулов (1917, тепер Узбекистан — 1994, Узбекистан) — радянський узбецький діяч, 1-й секретар Ферганського промислового обласного комітету КП Узбекистану, 1-й секретар Ташкентського міського комітету КП Узбекистану. Депутат Верховної ради Узбецької РСР. Депутат Верховної Ради СРСР 7—8-го скликань.

## Життєпис
З 1942 року — майстер виробничого навчання школи фабрично-заводського навчання; майстер, начальник дистанції колії на залізниці.
Закінчив Ташкентський інститут інженерів залізничного транспорту.
Член ВКП(б) з 1945 року.
До 1953 року — інженер технічного відділу дистанції колії, заступник начальника дистанції колії Ташкентської залізниці.
У 1953—1956 роках — 1-й секретар районного комітету КП Узбекистану міста Самарканда.
У 1956—1958 роках — інструктор промислово-транспортного відділу ЦК КП Узбекистану.
У 1958—1960 роках — заступник завідувача промислово-транспортного відділу Ташкентського обласного комітету КП Узбекистану.
У 1960—1961 роках — заступник завідувача відділу будівництва та будівельних матеріалів ЦК КП Узбекистану.
У 1961 — грудні 1962 року — секретар Ферганського обласного комітету КП Узбекистану.
У грудні 1962 — грудні 1964 року — 1-й секретар Ферганського промислового обласного комітету КП Узбекистану.
У грудні 1964 — 1965 року — 2-й секретар Ферганського обласного комітету КП Узбекистану.
У 1965 — лютому 1973 року — 1-й секретар Ташкентського міського комітету КП Узбекистану.
З лютого 1973 року — завідувач відділу транспорту та зв'язку ЦК КП Узбекистану.
Потім — на пенсії. Помер у 1994 році.

## Нагороди
- два ордени Трудового Червоного Прапора (1965, 1969)
- орден «Знак Пошани» (1958)
- медалі
- Заслужений будівельник Узбецької РСР